# Sarapul'skij rajon
Il Sarapul'skij rajon (in russo Сарапульский район?, in lingua udmurta Сарапул ёрос) è un municipal'nyj rajon della Repubblica Autonoma dell'Udmurtia, in Russia. Istituito il 4 gennaio 1924, occupa una superficie di 1 877,63 chilometri quadrati, ha come capoluogo il villaggio di Sigaevo e una popolazione di 23 842 abitanti. Il distretto è suddiviso in 15 comuni rurali. Il territorio è attraversato da nord a sud dal fiume Kama.